# أندرو ماكنيل
أندرو ماكنيل (بالإنجليزية: Andrew McNeil) هو لاعب كرة قدم بريطاني في مركز حراسة المرمى، ولد في 19 يناير 1987 في إدنبرة في المملكة المتحدة. شارك مع منتخب اسكتلندا تحت 19 سنة لكرة القدم ومنتخب اسكتلندا تحت 20 سنة لكرة القدم ومنتخب اسكتلندا تحت 21 سنة لكرة القدم. أما مع النوادي، فقد لعب مع ريث روفرز ونادي ألوا أثليتيك ونادي غرينوك مورتون ونادي كلايد ونادي ليفينغستون ونادي مونتروز لكرة القدم ونادي هيبرنيان.

## وصلات خارجية
- أندرو ماكنيل على موقع قاعدة بيانات كرة القدم.إي يو (الإنجليزية)
- أندرو ماكنيل على موقع Soccerbase.com (لاعب) (الإنجليزية)
- أندرو ماكنيل على موقع عالم كرة القدم.نت (الإنجليزية)